# وينسلو (أريزونا)
وينسلو (بالإنجليزية: Winslow, Arizona)‏ هي مدينة تقع في مقاطعة نافاهو، أريزونا بولاية أريزونا في الولايات المتحدة. تأسست عام 1900، تبلغ مساحتها 31.9 (كم²)، وترتفع عن سطح البحر 1478 م، بلغ عدد سكانها 9655 نسمة في عام 2010 حسب إحصاء مكتب تعداد الولايات المتحدة وتصل الكثافة السكانية فيها 298.5 نسمة/كم2.

## التركيبة السكانية
حدّد مكتب تعداد الولايات المتحدة بيانات التركيبة السكانية لوينسلو في تعداد الولايات المتحدة. في ما يلي، التركيبة السكانية حسب تعدادي 2000 و2010.

### تعداد عام 2000
بلغ عدد سكان وينسلو 9,520 نسمة بحسب تعداد عام 2000، وبلغ عدد الأسر 2,754 أسرة وعدد العائلات 1,991 عائلة مقيمة في المدينة. في حين سجلت الكثافة السكانية 298.2 نسمة لكل كيلومتر مربع (772.3/ميل2). وبلغ عدد الوحدات السكنية 3,198 وحدة بمتوسط كثافة قدره 100.2 لكل كيلومتر مربع (259.5/ميل2).
وتوزع التركيب العرقي للمدينة بنسبة 52.56% من البيض و5.18% من الأمريكيين الأفارقة و23.47% من الأمريكيين الأصليين و1.03% من الأمريكيين ذوي الأصول الآسيوية و0.09% من سكان جزر المحيط الهادئ و13.49% من الأعراق الأخرى و4.18% من عرقين مختلطين أو أكثر و28.84% من الهسبانيون أو اللاتينيون من أي عرق.
بلغ عدد الأسر 2,754 أسرة كانت نسبة 45.8% منها لديها أطفال تحت سن الثامنة عشر تعيش معهم، وبلغت نسبة الأزواج القاطنين مع بعضهم البعض 50.2% من أصل المجموع الكلي للأسر، ونسبة 16% من الأسر كان لديها معيلات من الإناث دون وجود شريك، بينما كانت نسبة 6.1% من الأسر لديها معيلون من الذكور دون وجود شريكة وكانت نسبة 27.7% من غير العائلات. تألفت نسبة 23.7% من أصل جميع الأسر من عدة أفراد يعيشون في نفس المنزل ونسبة 10.1% كانت تتألف من شخص يعيش بمفرده يبلغ من العمر 65 عاماً أو أكثر. وبلغ متوسط حجم الأسرة المعيشية 2.86، أما متوسط حجم العائلات فبلغ 3.40.
بلغ العمر الوسطي للسكان 30.6 عاماً. وكانت نسبة 28.6% من القاطنين تحت سن الثامنة عشر، وكانت نسبة 6.8% بين الثامنة عشر والرابعة والعشرين عاماً، ونسبة 21.8% كانت واقعةً في الفئة العمرية ما بين الخامسة والعشرين والرابعة والأربعين عاماً، ونسبة 16.6% كانت ما بين الخامسة والأربعين والرابعة والستين، ونسبة 8.9% كانت ضمن فئة الخامسة والستين عاماً فما فوق. يوجد لكل 100 أنثى 90.5 ذكر، ويوجد لكل 100 أنثى في الثامنة عشر من عمرها فما فوق 86.5 ذكر.
بلغ متوسط دخل الأسرة في المدينة 29,741 دولارًا، أما متوسط دخل العائلة فبلغ 35,825 دولارًا. وكان متوسط دخل الذكور 28,365 دولارًا مقابل 20,698 دولارًا للإناث. وسجل دخل الفرد الخاص بالمدينة 12,340 دولارًا. وكانت نسبة 17.5% من العائلات ونسبة 20.9% من السكان تحت خط الفقر، وكان من هؤلاء نسبة 27.4% تحت سن الثامنة عشر ونسبة 16.3% في الخامسة والستين من العمر وما فوق.

### تعداد عام 2010
بلغ عدد سكان وينسلو 9,655 نسمة بحسب تعداد عام 2010، وبلغ عدد الأسر 2,914 أسرة وعدد العائلات 2,048 عائلة مقيمة في المدينة. في حين سجلت الكثافة السكانية 302.4 نسمة لكل كيلومتر مربع (783.2/ميل2). وبلغ عدد الوحدات السكنية 3,362 وحدة بمتوسط كثافة قدره 105.3 لكل كيلومتر مربع (272.7/ميل2).
وتوزع التركيب العرقي للمدينة بنسبة 53.39% من البيض و5.67% من الأمريكيين الأفارقة و25.67% من الأمريكيين الأصليين و0.99% من الأمريكيين ذوي الأصول الآسيوية و0.11% من سكان جزر المحيط الهادئ و9.01% من الأعراق الأخرى و5.16% من عرقين مختلطين أو أكثر و32.84% من الهسبانيون أو اللاتينيون من أي عرق.
بلغ عدد الأسر 2,914 أسرة كانت نسبة 41% منها لديها أطفال تحت سن الثامنة عشر تعيش معهم، وبلغت نسبة الأزواج القاطنين مع بعضهم البعض 41.5% من أصل المجموع الكلي للأسر، ونسبة 21.4% من الأسر كان لديها معيلات من الإناث دون وجود شريك، بينما كانت نسبة 7.3% من الأسر لديها معيلون من الذكور دون وجود شريكة وكانت نسبة 29.7% من غير العائلات. تألفت نسبة 25.3% من أصل جميع الأسر من عدة أفراد يعيشون في نفس المنزل ونسبة 8.8% كانت تتألف من شخص يعيش بمفرده يبلغ من العمر 65 عاماً أو أكثر. وبلغ متوسط حجم الأسرة المعيشية 2.79، أما متوسط حجم العائلات فبلغ 3.30.
بلغ العمر الوسطي للسكان 33.4 عاماً. وكانت نسبة 26.2% من القاطنين تحت سن الثامنة عشر، وكانت نسبة 11% بين الثامنة عشر والرابعة والعشرين عاماً، ونسبة 29.3% كانت واقعةً في الفئة العمرية ما بين الخامسة والعشرين والرابعة والأربعين عاماً، ونسبة 23.3% كانت ما بين الخامسة والأربعين والرابعة والستين، ونسبة 10.2% كانت ضمن فئة الخامسة والستين عاماً فما فوق. وتوزع التركيب الجنسي للسكان بنسبة 55.3% ذكور و44.7% إناث.

## المناخ
يظهر الجدول التالي التغييرات المناخية على مدار السنة لوينسلو:
| البيانات المناخية لـوينسلو            | البيانات المناخية لـوينسلو | البيانات المناخية لـوينسلو | البيانات المناخية لـوينسلو | البيانات المناخية لـوينسلو | البيانات المناخية لـوينسلو | البيانات المناخية لـوينسلو | البيانات المناخية لـوينسلو | البيانات المناخية لـوينسلو | البيانات المناخية لـوينسلو | البيانات المناخية لـوينسلو | البيانات المناخية لـوينسلو | البيانات المناخية لـوينسلو | البيانات المناخية لـوينسلو |
| الشهر                                 | يناير                      | فبراير                     | مارس                       | أبريل                      | مايو                       | يونيو                      | يوليو                      | أغسطس                      | سبتمبر                     | أكتوبر                     | نوفمبر                     | ديسمبر                     | المعدل السنوي              |
| ------------------------------------- | -------------------------- | -------------------------- | -------------------------- | -------------------------- | -------------------------- | -------------------------- | -------------------------- | -------------------------- | -------------------------- | -------------------------- | -------------------------- | -------------------------- | -------------------------- |
| الدرجة القصوى °ف (°م)                 | 75 (24)                    | 79 (26)                    | 85 (29)                    | 92 (33)                    | 101 (38)                   | 108 (42)                   | 109 (43)                   | 104 (40)                   | 101 (38)                   | 93 (34)                    | 82 (28)                    | 74 (23)                    | 109 (43)                   |
| الحد الأقصى المتوسط °ف (°م)           | 63.1 (17.3)                | 69.4 (20.8)                | 76.4 (24.7)                | 83.9 (28.8)                | 91.8 (33.2)                | 99.5 (37.5)                | 101.6 (38.7)               | 97.8 (36.6)                | 92.8 (33.8)                | 85.0 (29.4)                | 74.1 (23.4)                | 63.8 (17.7)                | 102.1 (38.9)               |
| متوسط درجة الحرارة الكبرى °ف (°م)     | 49.5 (9.7)                 | 55.8 (13.2)                | 63.6 (17.6)                | 71.8 (22.1)                | 81.7 (27.6)                | 91.6 (33.1)                | 94.5 (34.7)                | 91.2 (32.9)                | 85.2 (29.6)                | 73.4 (23.0)                | 60.4 (15.8)                | 48.6 (9.2)                 | 72.3 (22.4)                |
| متوسط درجة الحرارة الصغرى °ف (°م)     | 20.8 (−6.2)                | 24.8 (−4.0)                | 30.4 (−0.9)                | 36.7 (2.6)                 | 45.4 (7.4)                 | 53.8 (12.1)                | 61.9 (16.6)                | 60.8 (16.0)                | 52.3 (11.3)                | 39.3 (4.1)                 | 27.9 (−2.3)                | 20.6 (−6.3)                | 39.6 (4.2)                 |
| الحد الأدنى المتوسط °ف (°م)           | 8.1 (−13.3)                | 11.5 (−11.4)               | 17.9 (−7.8)                | 25.3 (−3.7)                | 33.5 (0.8)                 | 42.3 (5.7)                 | 53.5 (11.9)                | 53.8 (12.1)                | 40.5 (4.7)                 | 25.9 (−3.4)                | 13.5 (−10.3)               | 6.4 (−14.2)                | 3.8 (−15.7)                |
| أدنى درجة حرارة °ف (°م)               | −18 (−28)                  | −9 (−23)                   | −2 (−19)                   | 14 (−10)                   | 23 (−5)                    | 29 (−2)                    | 42 (6)                     | 41 (5)                     | 29 (−2)                    | 12 (−11)                   | −9 (−23)                   | −12 (−24)                  | −18 (−28)                  |
| الهطول إنش (مم)                       | 0.52 (13)                  | 0.46 (12)                  | 0.54 (14)                  | 0.26 (6.6)                 | 0.33 (8.4)                 | 0.18 (4.6)                 | 1.04 (26)                  | 1.20 (30)                  | 0.88 (22)                  | 0.53 (13)                  | 0.51 (13)                  | 0.56 (14)                  | 7.01 (178)                 |
| متوسط تساقط الثلوج إنش (سم)           | 1.9 (4.8)                  | 1.4 (3.6)                  | 1.4 (3.6)                  | 0.1 (0.25)                 | 0 (0)                      | 0 (0)                      | 0 (0)                      | 0 (0)                      | 0 (0)                      | 0 (0)                      | 0.7 (1.8)                  | 2.6 (6.6)                  | 8.1 (21)                   |
| متوسط أيام هطول الأمطار (≥ 0.01 inch) | 4.6                        | 4.6                        | 5.0                        | 2.9                        | 2.8                        | 1.9                        | 6.2                        | 8.6                        | 5.1                        | 3.4                        | 3.4                        | 4.5                        | 53.0                       |
| متوسط الأيام المثلجة (≥ 0.1 inch)     | 1.9                        | 1.2                        | 1.1                        | 0.2                        | 0                          | 0                          | 0                          | 0                          | 0                          | 0                          | 0.7                        | 1.9                        | 7.0                        |
| المصدر: NOAA                          |                            |                            |                            |                            |                            |                            |                            |                            |                            |                            |                            |                            |                            |

## أعلام
- اريكا الكسندر
- لويد هاوس
- آرثر مارشال ديفيس
- نيك هيسنج
- براد كارسون